# Storfjäten
Storfjäten är ett av SCB avgränsat fritidshusområde i Idre distrikt i Älvdalens kommun, Dalarnas län. 
Området ligger i landskapet Härjedalen och omfattar 56 fritidshus. Det är beläget cirka 40 kilometer åt nordöst från tätorten Idre.
Före 1957 hörde området kring Storfjäten till Jämtlands län och Lillhärdals socken.